# 플로렌스 교도소
플로렌스 교도소(United States Penitentiary, Administrative Maximum Facility)는 일반적으로 ADX 플로렌스(ADX Florence)로 알려져 있다. 콜로라도주 플로렌스 근처 프리몬트 카운티에 있는 미국 연방 교도소를 말한다. 미국 법무부 산하 연방교도소에서 운영한다. 1994년에 문을 연 ADX 플로렌스는 슈퍼맥스 교도소(Supermax prison) 또는 "통제 단위" 교도소로 분류되어, 최대 보안 교도소보다 더 높고 통제된 수준의 구금을 제공한다. ADX는 Administrative Maximum Facility (최고 보안 관리 시설)의 약자다. ADX 플로렌스는 49에이커(20헥타르)의 부지에 위치한 플로렌스 연방 교정 단지(FCC 플로렌스)의 일부를 형성하며 미국 교도소 플로렌스 고등학교를 포함하여 보안 수준이 다양한 다양한 시설들이 있다.

## 역사
ADX 플로렌스는 교도관이나 다른 수감자들에게 중대한 폭력을 행사할 수 있는 수감자들을 수용하기 위해 지었다. 2023년 1월 현재 총 322명의 수감자가 수용되어 있다. 그들은 자해를 방지하기 위해 독방에 하루 23시간 감금되어, 24시간 감독을 받는다.
이 교도소는 비공식적으로 ADX 플로렌스 또는 "로키 산맥의 알카트라즈"로 알려져 있다.
USP ADX 플로렌스에는 탈출이 국가 안보에 심각한 위협이 될 수 있는 수감자를 포함하여 가장 위험하고 가장 엄격한 통제가 필요한 것으로 간주되는 연방 교도소 시스템의 남성 수감자가 수용된다. 폭력이나 탈출 시도로 인해 "특별 관리 문제"로 분류된 여성들은 텍사스주 포트워스의 카스웰에 있는 카스웰 교도소에 감금되어 있다.

## 같이 보기
- 청송교도소